# 作画崩壊
作画崩壊（さくがほうかい）は、「アニメ作品の作画クオリティが、秩序を失い、著しく低下している様相」を指す言葉である。そのような状況が発生した著名なエピソードにちなんでヤシガニやキャベツと呼ばれることもある。

## 概要
作画崩壊は、主にアニメの制作段階で、予算やスケジュールの不足などが原因で、納品までにクオリティの管理が行き届かなかった場合などに発生する。作画のクオリティが乱れた場合に生じる様相はさまざまだが、一例としてはキャラクターのデッサンやパース（遠近感）に狂いが生じたり、キャラクターの動きが不自然になったり、彩色のミスなどが発生したりするような例が挙げられる。あまりに極端な作画崩壊は、不名誉な形で視聴者の間で話題になることもある（詳細は「著名な作画崩壊の例」を参照）。
日本のアニメ産業は、劣悪な労働環境と収入面の問題から後継者が育たず、アニメーターの人材不足が深刻となる一方、少子化による影響もあり、子供向けのアニメに出資するスポンサーは予算を渋るという窮状を抱えている。
こうした事情もあり、日本のアニメではしばしば、日本国外での安い人件費による人海戦術を見込み、動画などの作画工程をアジア地域の下請制作会社に国外発注することが行われる。しかしこれを行う場合、作業が国外で行われている間は、地理的な距離や言語の壁の問題のために、クオリティの統一を担うはずの作画監督の指示が行き届きにくいという状況から、国外発注では作画崩壊が起こりやすいと言われる。
中国や韓国に外注された低品質のアニメについてエンドロールに流れるスタッフクレジットが三文字（中国人や韓国人の姓名は姓一字名前二字であることが多いため）であることから「三文字作画」と呼ばれており、日本のアニメファンの間では、スタッフクレジットの作画班に日本国外の人名が並ぶことが、否定的に受け取られることもある。また予算が不足しているアニメ作品では、コストの低い国外発注が多用されるため、作画崩壊が起こりやすいとされる。
日本国内外への動画の外注が一般的になるにつれ、原画段階で、動画を意識した指示が詳細に描き込まれるようになるなど、制作現場におけるクオリティ管理の手法は日々変化している。一方で年々アニメ制作の技術が向上するために、アニメファンの目が肥え、またインターネットを通じたファン同士の交流も昔より活発になったため、アニメファンが作画の出来不出来に過敏になっていることを、作画の乱れが注目されやすくなった原因のひとつに挙げる意見もある。

## 著名な作画崩壊の例

### 初期の作画崩壊
1963年のテレビアニメ『鉄腕アトム』は日本初の30分の連続テレビアニメとして知られるが、その反面スケジュールが追い付かず、制作が間に合わなくてフィルムをツギハギして1話分を作り上げたり、再放送を挿入したりなどのことが頻発していた。そんな中、手塚治虫は第34話「ミドロが沼の巻」をスタジオ・ゼロという制作会社にグロス請けを依頼したことがある。しかし、作画を担当した鈴木伸一・石ノ森章太郎・藤子・F・不二雄、藤子不二雄A・つのだじろうなどのアニメーター毎に作画のばらつきが顕著で、これを見た手塚が無言になるほどの出来だったとされる。
1974年のテレビアニメ『チャージマン研!』は、当時の30分アニメ1話あたりの平均的予算が400 - 500万円前後とされていた中で50万円という低予算であったため、制作側もスタッフが勝手に海に遊びに行くなど熱意が無く、低調な作画やご都合主義的かつ辻褄が合わないストーリー展開となってしまった。2000年代に入ってから「ツッコミどころ満載の珍作」として再評価されたが、本放送当時の作品の知名度は極めて低かった。
1982年のテレビアニメ『超時空要塞マクロス』は、斬新なメカアクションの作画が高く評価された一方、作画を日本国外のスタジオに発注した回が不評であった（詳細は「超時空要塞マクロス#作画問題」を参照）。
1985年のテレビアニメ『戦え!超ロボット生命体トランスフォーマー』では、それまでのロボットアニメとは異なり「変形」を日常的な行動のひとつとして描いた事や、明確な主人公を設けず個々のキャラクターに活躍する場面がある群像劇的な作風が評価されたが、その一方で全編にわたり慢性的に作画ミスが発生しており、特にスタースクリーム・サンダークラッカー・スカイワープの3人で構成されるジェットロン部隊においては、頻繁に人物が入れ替わる、別の人物のカラーリングになるなどのミスが多発した。これらの2作品の中でも特に作画ミスの数が多かった第23話「スチールシティ」、第40話「チルドレン・プレイ」、そして続編である『戦え!超ロボット生命体トランスフォーマー2010』第14話の「音楽惑星への挑戦」は、作画ミスにおけるトランスフォーマーを象徴する回として名高い。
1989年のアニメ『天空戦記シュラト』では、後半に作画のクオリティが低下しカクカクした動きになったことで「シュラる」と呼ばれており、後述のヤシガニ登場まで作画崩壊の代名詞扱いされていた。
1990年のテレビアニメ『ふしぎの海のナディア』では、第23話から第34話にかけてのエピソードは韓国のスタジオに外注されており、作画が低調なうえストーリーも本編からかけ離れ悪乗りの過ぎた展開であった。なお、後のテレビアニメでは本編からかけ離れた寄り道的なエピソードを「島編」と称することがあるが、これは同作の一連のエピソードが由来であるとも、1979年のテレビアニメ『機動戦士ガンダム』の第15話「ククルス・ドアンの島」が由来であるとも言われている。

### ヤシガニ
神坂一のライトノベルを原作とする1998年のテレビアニメ『ロスト・ユニバース』の第4話「ヤシガニ屠る」における低クオリティな作画は語り草になり、同エピソードのサブタイトルは作画が崩壊したアニメの代名詞となった。作画崩壊が「ヤシガニ」とも呼ばれるのはこのためである。
翌年の1999年に公開されたアニメ映画『ガンドレス』は、映画公開日までにフィルムが完成せず未完成の状態で公開され、間に合わせの作画による未着色の画面、コマ送りのようなぎこちない動き、動画と同期されていない音声といった悲惨な内容が話題となった。

### キャベツ
オーガストの美少女ゲームを原作とする2006年のテレビアニメ『夜明け前より瑠璃色な 〜Crescent Love〜』では、第3話「お姫様 料理対決!!」の低調な作画が話題になった。特にヒロインが設定上はキャベツである緑単色で塗られた玉のようなものを繊切りにする場面の作画崩壊が知られるようになり、同エピソードは「キャベツ」という通称で呼ばれるようになった他、先述のヤシガニと並んで作画崩壊の代名詞として挙げられるほどとなった。本件についてはバンダイビジュアル公式より「キャベツ事件」として取り上げられ､メガミマガジン紙面上で謝罪が行われた｡同時にDVD版では200カット以上の修正が行われる事が告知された｡
これをきっかけにキャベツの作画に力を入れた作品が多数放送されることとなった一方、アニメ『ハヤテのごとく! 』第17話「あなたのためにメイっぱいナギ倒します♡」でパロディとして「ボールのようなキャベツ」を調理するシーンを取り入れたエピソードが作られた。
また、（実写作品のため）作画崩壊しているわけではないが、2019年のWebドラマ『がっこう××× 〜もうひとつのがっこうぐらし!〜』では、キャベツの外葉がなく、買ってきた物をそのまま土の上に並べたものであることが上記の作画崩壊を彷彿とさせたことから、「実写なのに作画崩壊」と話題になった。これに関して、同作の元となった実写映画『がっこうぐらし!』の公開記念舞台挨拶にて、監督の柴田一成が壇上で「（映画は）作画崩壊はしていません」とコメントした。

### ダイナミック作画
アスガルドの乙女ゲームを原作とする2017年のテレビアニメ『DYNAMIC CHORD』では、人物と物体の大きさの計算ミスなどの作画崩壊や作画ミスに加えて止め絵を加工して動かしているような演奏シーンなどの動かないシーンが非常に多く、また脚本や展開もツッコミどころ満載だったため話題となり、作画については「ダイナミック作画」などと呼ばれるようになった。

### その他
こうした作画崩壊が見られたエピソードでは、ビデオとして発売されるまで時間の余裕があるため、修正される場合もある。「ヤシガニ」も「キャベツ」もビデオ化の際に修正されているため、放送当時の映像を見ることはできない。一方、『ガンドレス』は劇場公開版が映像特典としてDVDに収録されているほか、「ククルス・ドアンの島」は劇場版を制作した際やアメリカ合衆国で放送された際には、エピソードごとカットされている。
一方、2006年のテレビアニメ『MUSASHI -GUN道-』は全編を通しての低調な作画クオリティが話題となったが、同作のように一部ではなく全編にわたって作画が低調であるものは「低調な作画が仕様」であって、「作画崩壊」とは呼べないという意見もある。同作の場合、放送当時の映像を無修正で収録したDVD-BOXが「放送オリジナルバージョン」を銘打って発売された（ただし、全話は収録されていない）。

## 作画崩壊を題材とした作品
テレビアニメの制作現場を題材とした作品では作画崩壊の話題が取り上げられることもある（『ナースウィッチ小麦ちゃんマジカルて』など）。2001年と2004年に全2作が発売されたOVA『アニメーション制作進行くろみちゃん』では、テレビアニメの制作に携わる主人公らが奮闘する物語が描かれており、特に第2話ではスケジュールがひっ迫する中で、作画の乱れた原画に作画監督の修正を施さないまま日本国外に動画を発注しようとする側と、作画崩壊を食い止めるために奮闘する側の対立が描かれている。
また任天堂のゲームを原作とする2001年のテレビアニメ『星のカービィ』の第49話「アニメ新番組・星のデデデ」（2002年9月21日放送）では、作中で登場人物が作らせた劇中劇のテレビアニメが未完成の状態で放送されてしまうというエピソードが描かれており、アフレコ中の登場人物から「キャラ（の作画）がガタガタ」などと指摘される場面がある。
この他、秋本治による漫画を原作とするテレビアニメ『こちら葛飾区亀有公園前派出所』の第108話「俺が主役だ!星逃田」（1998年10月25日放送）では、ゲストキャラクターの「ハードボイルド刑事」が、自分が登場しているアニメ本編の制作スタッフに登場人物の立場から無理難題を要求し、その結果として背景・彩色・動画・原画マンが逃走して、本編のアテレコ現場にフィルムが間に合わなくなってしまうというメタフィクショナルなエピソードが描かれている。
P.A.WORKS製作のテレビアニメ『SHIROBAKO』の第7話「ネコでリテイク」（2014年11月19日放送）で、劇中劇のテレビアニメ『ぷるんぷるん天国』で、次第に女性キャラの作画が崩壊する様子が描かれており、ニコニコ動画風のコメントを挿入する演出も加えられている。
『ガーリッシュナンバー』（2016年、TBS）では劇中劇のライトノベルを原作としたアニメ『九龍覇王と千年皇女』の原作者と製作委員会の主幹事会社・およびアニメスタジオとの連携が全く取れず、結果として主人公の女性声優が主役を務めたこの作品はそれを見た彼女が声を失う程の作画崩壊を起こしてしまう。
『妹さえいればいい。』では登場人物作の作中ライトノベルがアニメ化される際に作画崩壊を引き起こしたが､完成前の白箱であったことが明かされ一同が安堵するシーンが存在する｡
『秘密結社鷹の爪』では劇場版シリーズにバジェットゲージが備わっており、CG等を多用した高クオリティなシーン等が登場すると予算が急激に低下し、作画崩壊に陥る場面が描かれている。
『深夜!天才バカボン』第6話ではバカボン一家が「作画崩壊の竜巻」に巻き込まれ、全員が原型をとどめていない姿となったが、視聴者が「作画崩壊止まれ」とツイッターでつぶやいたことで元に戻った。

## アラン・スミシーと作画崩壊
諸般の事情でクオリティが維持できなくなったアニメ作品では、アメリカ映画の習慣に倣い、クレジットに匿名監督を意味するアラン・スミシー名義が用いられることもある。

## 漫画における作画崩壊
アニメだけでなく、漫画作品においても作画崩壊は起こりうる。90年代までの作品ではアニメ同様の「デッサン崩れ」といった作画崩壊が多かったが、近年の漫画作品においては「下描き状態」や「ベタ塗り・トーン貼りしていない未完成状態」での雑誌掲載が多くなっている。
そもそも、漫画の場合には「作者急病」「次号休載」といった形で、執筆が間に合わない場合には休載することが出来るため、アニメほどひどい作画崩壊が起こりづらい。またアニメとは異なり、基本的に漫画家と少人数のアシスタントのみでスケジュール管理を行うため制作進行しやすく、別部署のスタッフの遅れなどに影響されづらいことが挙げられる。
漫画の作画崩壊では、「ストーリー作り・ネーム作業の遅れ」「単行本作業」などにより作画時間が削られてしまった場合が多く、その他「作者の急病」「作者のモチベーション低下」なども少なくない。その他、「アシスタント確保ができなかった」なども起こりうる。